# Gonzalagunia brachyantha
Gonzalagunia brachyantha là một loài thực vật có hoa trong họ Thiến thảo. Loài này được (A.Rich.) Urb. mô tả khoa học đầu tiên năm 1912.